# Градска библиотека „Атанасије Стојковић” Рума
Градска библиотека „Атанасије Стојковић” у Руми, као најстарија установа културе, радила је као самостална установа, да би једно краће време постала саставни део Културног центра. Скупштина општине Рума, 1991. године, поново је оснива као самосталну установу под називом Градска библиотека. Од 2011. године библиотека свом називу додаје и име знаменитог српског научника и просветитеља Атанасија Стојковића. Библиотека се састоји од четири одељења: Одељење за одрасле, Одељење за децу, Одељење научне и стручне литературе и Завичајна збирка.

## Историјат
У другој половини 19. а нарочито почетком 20. века настају бројне еснафске и читаонице националних удружења. Прва српска читаоница у Руми почела је са радом 1861. године. Прва јавна народна библиотека чије су услуге биле доступне свим грађанима основана је 1949. године и мења име од Народна читаоница и књижница у Библиотека „Слободан Бајић-Паја”.

## Нова зграда библиотеке
Идеја о подизању зграде потекла је од групе Румљана окупљених у организацију  „Хрватски сокол”. Објекат је изграђен у стилу тада веома модерне сецесије, а градња је завршена 1912. године. Након Другог светског рата, зграда је национализована и адаптирана у Дом ЈНА. Након распада Југославије, армија је изгубила некадашњи значај, што се погубно одразило на судбину Дома ЈНА. Зуб времена и немар учинили су своје, од некадашње румске лепотице остала је само бледа сенка. Након више од тридесет година, Општина Рума је одлучила да згради врати стари сјај, и 2020. године откупљена је од Министарства одбране. 
Радови на реконструкцији су започети 2021. године, а наредног лета у рекордном року од два месеца, комплетан фонд Градске библиотеке „Атанасије Стојковић” премештен је у обновљену зграду.

## Књижевни конкурс
Библиотека расписује Књижевни конкурс „Атанасије Стојковић”који се односи на први, до сада необјављивани роман написан на српском језику. Најуспешнији рукопис по оцени жирија библиотека награђује се објављивањем о свом трошку, у тиражу од 500 примерака, од којих ће аутору припасти 30% тиража.

## Награде и признања
За свој рад добила је многа значајна друштвена и професионална признања, од којих су:
- Награда савета за просвету и културу НР Србије, 1954. године,
- Повеља Културно-просветне заједнице Србије, 1986. године,
- Награда „Доситеј Обрадовић” подружнице библиотекара Срема, 1988. године.